# TeTeX
O teTeX foi uma distribuição TeX para sistemas operacionais Unix-like. Desde Maio de 2006 o teTeX está inativo e seu desenvolvedor, Thomas Esser, recomendou o uso do TeX Live em sua substituição.
O teTeX é um pacote disponível para os sistemas de arquiteturas:
- Linux (x86, SPARC, PowerPC, Alpha)
- Mac OS X (x86, PowerPC)
- Solaris (x86, SPARC)

Outros sistemas operacionais suportados são:
- OpenBSD e FreeBSD (em x86 architectures)
- IBM AIX em (RS/6000)
- HP-UX (em HPPA)
- Microsoft Windows (em 32-bit systems)
- BeOS (para Intel x86)

## História
O teTeX foi mantido por Thomas Esser de 1994 até Maio de 2006. De acordo com Esser o tempo tomado para cada sucessivo lançamento foi maior que o previsto. Ele foi substituído pelo TeX Live, um “abrangente sistema TeX para os muitos tipos de Unix, incluindo GNU/Linux e Mac OS X, e também Windows”.  Os objetivos do projeto teTeX era o de ser um software livre, fácil de usar, muito bem documentado e desprovido de bugs e falhas.